# Nagato-klass
Nagato-klass var en klass av japanska slagskepp omfattande två fartyg, uppkallad efter provinsen Nagato. De två fartygen, Mutsu och Nagato, färdigställdes under åren 1920-21 och var då de kraftfullaste slagskeppen i världen.

## Karriär
De båda fartygen i Nagato-klassen var vid sitt färdigställande överlägsna alla andra slagskepp i världen, tack vare sin tunga bestyckning och höga fart. De blev en viktig beståndsdel i den japanska flotta som efter Washingtonfördraget 1922 efter Washingtonkonferensen var världens tredje starkaste. Mellan 1934 och 1936 undergick fartygen en modernisering som bland annat innebar en ny kommandobrygga och antitorpedbulber som ökade bredden till 34,5 m. Däckspansaret förstärktes väsentligt och även artilleriets prestanda förbättrades. Vid Japans inträde i andra världskriget i december 1941 ingick Mutsu och Nagato i flottans huvudstyrka. Men i ett krig som dominerades av hangarfartyg kom de att spela en relativt undanskymd roll. Mutsu förstördes i juni 1943 av en inre explosion medan hon låg för ankar i Japan. Vad som orsakade katastrofen är än idag oklart. Nagato kom att delta i slaget i Filippinska sjön i juni 1944 och i Leytebukten i oktober samma år. Hon kom som ett av få stora japanska fartyg att överleva kriget och beslagtogs av USA där hon låg för ankar i Yokosuka vid krigsslutet. Nagato gick till slut under när hon användes som målfartyg vid en kärnvapenprovsprängning på Bikiniatollen. Nyligen har hennes vrak förklarats vara öppet för dykare.